# Szakanda
Szakanda –‬‭ król Makurii w Nubii w latach od 1276 do około 1279 roku.
Był siostrzeńcem Dawida króla Makurii w latach ok. 1268-1276. Zwrócił się o pomoc w jego obaleniu Dawida do egipskiego sułtana Bajbarsa. Dzięki egipskiej interwencji został królem w 1276 jako lennik. Rocznie musiał jako trybut dostarczyć trzy słonie, trzy żyrafy, pięć samic lampartów i 400 wołów. Szakanda nie utrzymał się długo na tronie. Już w 1279 odnotowany jest inny władca panujący w Dongoli. 